# Cantone di Honfleur-Deauville
Il Cantone di Honfleur-Deauville è una divisione amministrativa dell'arrondissement di Lisieux.
È stato costituito a seguito della riforma approvata con decreto del 17 febbraio 2014, che ha avuto attuazione dopo le elezioni dipartimentali del 2015.

## Composizione
Comprende i 17 comuni di:
- Ablon
- Barneville-la-Bertran
- Cricquebœuf
- Deauville
- Équemauville
- Fourneville
- Genneville
- Gonneville-sur-Honfleur
- Honfleur
- Pennedepie
- Quetteville
- La Rivière-Saint-Sauveur
- Saint-Gatien-des-Bois
- Le Theil-en-Auge
- Touques
- Trouville-sur-Mer
- Villerville